# Forstfeld
Forstfeld ist eine französische Gemeinde mit 793 Einwohnern (Stand 1. Januar 2021) im Département Bas-Rhin in der Europäischen Gebietskörperschaft Elsass und in der Region Grand Est. Sie gehört zum Arrondissement Haguenau-Wissembourg und zum Kanton Bischwiller.
Von den etwa 490 Hektar des Gemeindegebietes sind ungefähr 80 Hektar bewaldet. Seit 1994 ist ein Teil davon Naturschutzgebiet, in dem zahlreiche seltene Pflanzenarten wachsen.

## Geschichte
In römischer Zeit befand sich hier eine Grenzbefestigung. Auf dem Gebiet von Forstfeld wurden im Jahr 2001 ein Grab aus der Hallstattzeit und mehrere hochmittelalterliche Grabhügel gefunden. Außerdem wurden Waffen, Glasperlenschmuck und Gegenstände aus Metall und – was eine Seltenheit darstellt – glasierte Keramik ausgegraben.
Aus dem Jahr 745 stammt die erste namentliche Erwähnung des Ortes. Er wurde zu dieser Zeit noch Furdesfeld geschrieben, im Mittelalter Forschfald und im 17. Jahrhundert Forstfelden.
1842 wurde die erste Schule in Forstfeld eingerichtet; zuvor waren die Schulkinder in Kauffenheim unterrichtet worden.

## Bevölkerungsentwicklung
| 1910 | 1962 | 1968 | 1975 | 1982 | 1990 | 1999 | 2007 | 2017 |
| ---- | ---- | ---- | ---- | ---- | ---- | ---- | ---- | ---- |
| 501  | 449  | 452  | 456  | 511  | 566  | 591  | 692  | 737  |

## Kirche
Für das Jahr 1778 sind 30 protestantische und fünf katholische Familien in Forstfeld belegt. Die gemeinschaftlich genutzte Kirche unter dem Patrocinium des St. Etienne wurde 1835 erbaut und 1836 eingeweiht. Sie besitzt eine Orgel, die im Jahr 1839 von Joseph Stiehr gebaut und 1916 von Louis Mockers restauriert wurde.

## Gemeindepartnerschaften
Seit 1973 besteht eine Partnerschaft mit Condat-sur-Vienne in der Region Nouvelle-Aquitaine. Alle zwei Jahre findet ein Treffen statt. Die Partnerschaft geht auf die Zeit des Zweiten Weltkriegs zurück; damals waren die Einwohner Forstfelds nach Condat evakuiert worden.